# أربيان معنق
أربيان معنق (الاسم العلمي: Anthemis pedunculata) هو نوع نباتي يتبع جنس الأربيان من الفصيلة النجمية.

## الموئل والانتشار
في المغرب العربي.